# Sirat (película)
Sirat es una película dirigida por Óliver Laxe, con guion del propio Laxe y Santiago Fillol. Protagonizada por Sergi López y Bruno Núñez, sigue la búsqueda por las fiestas rave de los desiertos de Marruecos de un padre y su hijo en busca de su otra hija desaparecida. La película, una coproducción de España-Francia, tuvo su estreno mundial en el Festival Internacional de Cine de Cannes de 2025, donde fue galardonada con el Premio del Jurado. Se estrenó en cines en España el 6 de junio de la mano de BTeam Pictures.

## Argumento
Tras la desaparición de su hija en una fiesta rave, un padre, Luis (Sergi López), viaja a Marruecos con su hijo pequeño Esteban (Bruno Nuñez) para buscarla en ese ambiente de fiestas de música electrónica.

## Reparto
- Sergi López como Luis
- Bruno Núñez como Esteban
- Jade Oukid
- Tonin Janvier
- Stefania Gadda
- Richard Bellamy 'Bigui'
- Joshua Liam Henderson
- Kangding Ray como DJ (cameo)

## Producción
Titulada originalmente After, el director Óliver Laxe describió la película como su «más política» y «más radical». Además de Sergi López y Bruno Núñez, la película cuenta con un elenco de actores no profesionales. El rodaje tuvo lugar en Teruel (Rambla de Barrachina), Zaragoza y Marruecos, de mayo a junio de 2024. La película se rodó en Super 16 mm.

## Estreno
The Match Factory adquirió los derechos de venta internacional de la película el 6 de mayo de 2024. El 10 de abril de 2025 se publicó un teaser tráiler. La película se estrenó en competición oficial en el Festival Internacional de Cine de Cannes de 2025. Fue estrenada por BTeam Pictures en España el 6 de junio de 2025.

## Sobre la rave y los raveros de la película
El punto de partida de Sirat es una auténtica rave que el equipo organizó legalmente en Teruel, según lo dispuesto en la Ley de Espectáculos de la Comunidad de Aragón. Invitaron a raveros franceses por considerar que mantienen una filosofía pura que viene de las free parties de los años 70-80, y vinieron entre 1500 y 2000 travellers. Los protagonistas de la película proceden de una subcultura con muchas ramas, y fueron seleccionados mediante un casting en distintas raves.

## Premios

### Festival de Cannes 2025
- Premio del Jurado.[15]
- Premio Cannes Soundtrack a David Letellier (Kangding Ray), por la mejor composición musical.[16]
- Gran Premio del Jurado del Palm Dog 2025 para Pipa (ya fallecida) y Lupita, las dos perritas de Sirat.[17]